# Emmepus arundinis
Emmepus arundinis là một loài bọ cánh cứng trong họ Cleridae. Loài này được Motschulsky miêu tả khoa học năm 1845.